# Faraday (unitat)
El faraday era una unitat de càrrega elèctrica que equivalia a la càrrega de 6,02 × 1023 electrons, un mol d'electrons. Aquesta unitat va ser substituïda al Sistema Internacional d'Unitats pel coulomb, un faraday equivaldria aproximadament a 96485,3415 coulombs.
El valor del faraday, que se simbolitzava com a F, es pot calcular com:
{\displaystyle F=N_{a}\cdot e\,}
on
{\displaystyle N_{a}} és el nombre d'Avogadro (6,022 x 10 23 mol-1)
{\displaystyle e} és la càrrega elemental (1,602 x 10 -19 C)
Michael Faraday va observar que quan feia passar corrent a través d'una solució de sulfat de coure es dipositaven ions de coure sobre l'elèctrode i que la massa de coure dipositada només depenia de la força del corrent i de la quantitat de temps que passava. Això li va donar la idea que la quantitat de matèria dipositada podia servir com a mesura de la quantitat de càrrega elèctrica.
La definició original del faraday es referia a la quantitat d'electricitat que passant a través d'un electròlit era necessària per dipositar una certa quantitat de matèria. Així, per exemple, amb un faraday de càrrega es podia dipositar a l'elèctrode negatiu 1 mol de plata ó 0,5 mol de coure, la variació de la quantitat de matèria és deguda a tipus d'ionització i el coure presenta una ionització doble.
És important ressaltar que no s'ha de confondre aquesta antiga unitat de càrrega elèctrica amb el farad, que és la unitat de capacitància del Sistema Internacional d'Unitats.